# Кобилець (Малопольське воєводство)
Кобилець (пол. Kobylec) — село в Польщі, у гміні Лапанув Бохенського повіту Малопольського воєводства.
Населення — 794 особи (2011).
У 1975-1998 роках село належало до Тарновського воєводства.

## Демографія
Демографічна структура станом на 31 березня 2011 року:
|          | Загалом | Допрацездатний вік | Працездатний вік | Постпрацездатний вік |
| -------- | ------- | ------------------ | ---------------- | -------------------- |
| Чоловіки | 397     | 101                | 267              | 29                   |
| Жінки    | 397     | 98                 | 237              | 62                   |
| Разом    | 794     | 199                | 504              | 91                   |